# Attore (figlio di Forbante)
Nella mitologia greca, Attore fu un re di Elide.
Attore era figlio di Forbante, un Lapita che era immigrato in Elide, e di Irmina, figlia di Epeo. Sposò Molione ed ebbe da lei Eurito e Cteato, anche se secondo un'ipotesi i due erano in realtà figli di Poseidone. I due fratelli, secondo alcune versioni, erano gemelli siamesi, con un solo corpo ma due teste e quattro arti ciascuno. Eurito e Cteato ebbero rispettivamente i figli Talpio e Anfimaco, che furono tra i capitani achei durante la guerra di Troia.
La mitologia gli ascrive talvolta i fratelli Augia e Tifide, anche se differenti versioni del mito rendono conto di una diversa genealogia per entrambi i personaggi.